# Fotoperiodikusan semleges növény
A fotoperiodikusan semleges növények, afotoperiodikus növények vagy közömbös növények esetében a virágzás megkezdése nem függ a nappalok hosszúságától, ellentétben a rövid nappalos vagy a hosszú nappalos növényekkel. A növények többsége ide tartozik.
A közömbös növények a nappalok hosszától eltérő környezeti inger hatására virágoznak, vagy egyszerűen akkor, ha elérnek egy bizonyos kort vagy fejlődési stádiumot.
Példa közömbös növényekre:
- kukorica – a mérsékelt égövi változatok; a trópusiak sokszor rövid nappalos növények
- meténg
- napraforgó
- paradicsom
- pásztortáska
- rózsa
- tyúkhúr
- uborka

## Fordítás
- Ez a szócikk részben vagy egészben a Day neutral plant című angol Wikipédia-szócikk ezen változatának fordításán alapul.  Az eredeti cikk szerkesztőit annak laptörténete sorolja fel. Ez a jelzés csupán a megfogalmazás eredetét és a szerzői jogokat jelzi, nem szolgál a cikkben szereplő információk forrásmegjelöléseként.